# Mesoleius tegulator
Mesoleius tegulator là một loài tò vò trong họ Ichneumonidae.